# Jordyn Bugg
Jordyn Bugg, född den 11 augusti 2006 i El Cajon, Kalifornien, är en amerikansk fotbollsspelare.

## Biografi
Jordyn Bugg inledde sin seniorkarriär i Seattle Reign FC år 2024. Hon har även representerat det amerikanska damlandslaget där hon debuterade 2025.